# Valea Crișului
Valea Crișului es una comuna ubicada en el distrito de Covasna, Rumania.

## Superficie
Posee una superficie de 52,73 kilómetros cuadrados.

## Demografía
Hasta 2021 la población era de 2354 habitantes, con una densidad de población de 44,64 habitantes por kilómetro cuadrado.